# Tramway d'Amiens
Cet article concerne le projet actuel de tramway à Amiens. Pour le tramway qui a fonctionné de 1888 à 1940, voir Ancien tramway d'Amiens.
 (juillet 2014).
Le tramway d'Amiens est un projet de transport en commun en site propre (TCSP) suspendu, et un ancien tramway (de 1888 à 1940) qui fut démonté.

## Historique
La communauté d'agglomération Amiens Métropole s'est engagée dans la réalisation d'une ligne de tramway, première étape de mise en œuvre d'un réseau complet de transport en commun en site propre. Cette décision a été prise par les élus d'Amiens Métropole le 18 décembre 2012 et complétée par un vote du 30 mai 2013 sur le programme de l'opération.
En cohérence avec les objectifs du nouveau Plan de déplacements urbains (PDU) – arrêté le 28 mars 2013 –, et du PDU de 2002 qui prévoyait déjà la réalisation de deux lignes de TCSP, ce projet affiche l'ambition d'Amiens Métropole de développer une politique de mobilité durable mais aussi de renforcer l'attractivité et le dynamisme de la capitale régionale picarde.
Le choix d'Amiens Métropole s'est porté résolument sur le mode tramway plutôt que le Bus à haut niveau de service (BHNS) pour plusieurs raisons : la grande compacité du territoire, l'attractivité du tramway pour toutes les catégories de population, le bilan carbone plus favorable, les possibilités plus importantes d'embellissement des espaces publics et enfin l'équilibre économique plus favorable du fait de la plus grande longévité des investissements ferroviaires.
Amiens renouera ainsi avec une pratique ancienne, la ville ayant disposé dès la fin du XIXe siècle de deux lignes de tramway jusqu'en 1940. L'ancien réseau de tramway a été détruit dans les bombardements au cours de la Seconde Guerre mondiale.

## Naissance du projet

### Objectifs
- Développer les modes alternatifs à l'usage de la voiture individuelle et améliorer la qualité du service de transport en commun : économique, écologique, rapide et accessible à tous, le tramway est synonyme du renouveau des transports urbains,
- conforter Amiens Métropole dans son rôle de capitale régionale et renforcer son attractivité,
- stimuler le développement urbain de l'axe nord-sud en conformité avec la stratégie de l'agglomération (projet métropolitain Amiens 2030) et densifier autour des stations de tramway. Créateur d'emploi au moment de sa construction, 1 500 emplois directs estimés pendant deux ans, le tramway, en facilitant les déplacements, renforce l'attractivité des territoires sur lesquels il s'implante et contribue à attirer de nouveaux investisseurs,
- desservir les grands secteurs de développement de l'agglomération : ZAC Gare / La Vallée (habitat et technopôle), ZAC Paul Claudel (1 450 logements), ZAC Intercampus (2 400 logements) et les grands équipements : sites universitaires, gares, Centre Hospitalier Régional Universitaire, commerces et services du centre-ville,
- favoriser une mobilité durable (parcs-relais, vélo-stations...) et la protection de l'environnement à l'échelle du Grand Amiénois,
- renforcer la qualité de vie et l'accessibilité des espaces publics par des aménagements conjoints qui bénéficieront à tous et notamment en faveur des piétons et des cyclistes (cheminements piétons, aménagements cyclables, places...). L'arrivée du tramway permet à chacun, automobilistes, piétons et cyclistes de trouver sa place dans une ville apaisée.

### Coût et financement
Le coût du projet, piloté par la communauté d'agglomération Amiens Métropole, est évalué à 200 millions d'euros (dont 50 millions de subventions attendues de l'État par le biais du troisième appel à projet TCSP du gouvernement et des collectivités). Soit une charge nette de 150 millions d'euros.
Le projet sera également financé par l'emprunt estimé à 134 millions d'euros soit 9 millions d'euros d'annuités sur 30 ans, le versement transport (30,5 millions d'euros en 2012) qui passerait de 1,8 % à 2 % en 2015 et l'autofinancement (les provisions sont estimées à 16 millions d'euros).

### Grandes dates
- 2010 – 2012 : Création d'une mission TCSP. Dix-sept conférences sont organisées sur le thème de la mobilité durable[4].
- 18 décembre 2012 : les élus d'Amiens Métropole votent en faveur du tramway.
- 2013 : concertations préalables :
  - du 2 au 20 avril 2013 : Amiens Métropole organise un vote sur le site internet du projet pour définir le nom du tramway parmi 4 propositions (L'Amitram, Sesam, Amstram, Tramiens),
  - le 22 avril 2013 : À l'issue du vote en ligne, les internautes choisissent Amstram[5]. Sur les 712 votes enregistrés, Amstram en recueille 235 (33,01 %), Tramiens 211 (29,63 %), Sesam 140 (19,66 %) et L'Amitram 126 (17,7 %)[6],
  - entre le 6 mai et le 28 juin : présentation et concertation autour du projet de première ligne lors de 4 réunions publiques (14 mai, 28 mai, 11 juin, 25 juin). Quatre expositions permanentes et une exposition itinérante sont montées dans les communes d'Amiens Métropole durant cette période[7],
  - le 24 octobre 2013 : les élus d'Amiens Métropole adoptent le bilan de concertation du projet de première ligne[8].
- 2015 : enquête publique préalable à la déclaration d'utilité publique.
- 2016 : lancement de l'aménagement et travaux préliminaires.
- 2016 – 2018 : aménagement des voiries, stations, espaces publics.
- 2019 : mise en service de la première ligne de tramway.

## Description du projet

### Lignes
Une première ligne reliera le nord au sud-ouest de la ville en passant par la citadelle et la gare centrale. Elle sera d'une longueur de 10,2 km, sur les territoires d'Amiens et de Salouël et inclura également la construction d'un dépôt mixte.

### Le matériel
18 rames seront commandées en achat groupé avec le syndicat mixte des transports caennais Viacités, qui en commandera 32 pour le Tramway de Caen. 

## Abandon du projet
À la suite des élections de 2014, qui sont une défaite pour la majorité municipale et communautaire d'alors — porteuse du projet —, la nouvelle maire d'Amiens Brigitte Fouré et par extension le nouveau président Alain Gest décident de suspendre le projet au moins durant le temps de leurs mandats respectifs, appliquant ainsi une promesse électorale (le tramway a d'ailleurs été au cœur des débats) et malgré une annonce de projet de tram sur pneus (de type TVR),. De plus, l'accord passé avec l'agglomération de Caen devient caduc, là aussi pour des raisons de changement de majorité. En décembre 2014, le conseil communautaire vote le financement d'une étude portant sur la mise en place d'un réseau de bus à haut niveau de service (BHNS) ; ce dernier est entré en service en mai 2019.